# Oreocharis burttii
Oreocharis burttii är en tvåhjärtbladig växtart som först beskrevs av Wen Tsai Wang, och fick sitt nu gällande namn av Mich. Möller och A. Weber. Oreocharis burttii ingår i släktet Oreocharis och familjen Gesneriaceae. Inga underarter finns listade i Catalogue of Life.